# Port lotniczy Torreón
Port lotniczy Torreón (IATA: TRC, ICAO: MMTC) – międzynarodowy port lotniczy położony w Torreón, w stanie Coahuila, w Meksyku.